# Фредерик Магле
Фредерик Магле (дан. Frederik Magle; Стубекебинг, 17. април 1977) савремени је дански композитор, оргуљаш и пијаниста. Рођен је 17. априла 1977. године у Стубекебингу, градићу на југу Данске.

## Детињство и школовање
Магле потиче из угледне уметничке породице. Његова мајка, Мими Хајнрих (Mimi Heinrich), је била глумица и писац а отац, Кристијан Рисен Магле (Christian Reesen Magle), оргуљаш, сликар и скулптор. 
Када је имао шеснаест година уписао је Данску Краљевску Музичку Академију али ју је напустио након свега годину и по дана како би се у потпуности посветио индивидуалном стварању музике.

## Стваралаштво
Његова музика представља спој савремене и класичне музике и осталих жанрова као што су џез, рок, електронска музика, па чак и хип хоп.
Његова дела изводе: Лондонски Филхармонијски Оркестар, Дански Национални Симфонијски Оркеstar, Рига Симфонијски Оркестар, Николај Шнајдер и многи други.
Светска премијера његовог симфонијског сета Кантабиле (Cantabile) догодила се на два гала концерта које је уживо преносила телевизија. Први део под називом (Souffle le vent) премијерно је изведен 2004. године а преостала два (Cortege & Danse Macabre) и (Carillon) су имала премијеру 10. јуна 2009. године. Изводио их је Дански Национални Оркестар на гала концерту у част прославе 75. роћендана Његовог Краљевског Височанства Принца Консорта.

## Награде
Као солиста на клавиру или оргуљама Магле је свирао у: Базилици Светог Петра у Риму, у Виндзорском Замку, у Кетедрали у Риги и многим другим местима. Добитник је многобројних награда и признања укључујући признање које је добио од Њеног Краљевског Височанства- Данске Принцезе и Принца Хенрика.